# Le avventure e gli amori di Moll Flanders
Le avventure e gli amori di Moll Flanders (The Amorous Adventures of Moll Flanders) è un film del 1965 diretto da Terence Young.
È basato sui personaggi del romanzo Fortune e sfortune della famosa Moll Flanders scritto da Daniel Defoe nel 1722.

## Trama
La giovane e bella Moll Flanders compie una straordinaria scalata sociale nell'Inghilterra del '700.